# Родство по пище
Родство по пище — один из видов искусственного родства, характерный для народов, находящихся на стадии первобытности, для доклассового общества. Считается более архаичным родством по сравнению с родством по крови. В новое время выявлен этнографами у народов Океании, Папуа-Новой Гвинеи и других регионов.

## Определение
В доклассовом обществе кормление и родство по кормлению понималось достаточно широко, в него включалось кормление при половом акте (отец кормил зародыш семенем), кормление беременной женщины мужчиной, кормление ребёнка материнским молоком, кормление ребенка той же пищей, которую родители едят сами. Поедание одной и той же пищи также создавало понимание родства между людьми. Н. А. Бутинов считал совместную еду важным фактором в создании родства, так как он роднил не только сверстников, родившихся от разных родителей, но даже членов разных социальных групп. Источники родства по кормлению понимались достаточно широко. В первую очередь это земля, на которой живет родственная группа, та её часть, которая служит источником пищи, также — совместный труд для добывания пищи (на огородах и на рыбной ловле), взаимная помощь, распределение пищи. Например, по мнению папуасов племени Мелпа, важна не столько пища, сколько её копонг. Это понятие включает проживание в одной деревне, общую собственность на землю, совместный труд, взаимную помощь, совместную еду. Это общинное родство для первобытных народов важнее кровного. Так, женщина считается матерью ребенка не потому, что она его родила, а главным образом потому, что она его выкормила и вырастила. Отец никогда не скажет сыну: «Я тебя породил», он говорит: «Я твой отец, я тебя вырастил, я добывал пищу, которая создала твое тело».

## Родство по пище у славян
Зафиксированное только у современных первобытных народов, родство по пище, тем не менее, определяется по рудиментарным явлениям в исторических источников и у народов, миновавших эту стадию. Например, в особом положении гостя у древних славян, порой видят именно этот вид родства, и обязанность хозяина отомстить за обиду гостю считается особым видом «кровной» мести, то есть мести за родича, только не по крови, а по совместно вкушённой пище. С родством по пище исследователи связывают и другую древнюю славянскую традицию — братчину, общинный пир в складчину по какому-либо поводу. Другой пережиток родства по пище был хорошо известен ещё в относительно недавнее время — это понятие «молочных» братьев и сестёр. Известна пословица: «Не та мать, что родила, а та, что молоком вскормила».